# 希南戈布里奇 (紐約州)
希南戈布里奇（英語：Chenango Bridge）是位於美國紐約州布魯姆縣的普查規定居民點。

## 人口
根據2020年美國人口普查的數據，希南戈布里奇的面積為6.71平方千米，當中陸地面積為6.34平方千米，而水域面積為0.37平方千米。當地共有人口2884人，而人口密度為每平方千米429.81人。